# I’m Telling You Now
Az I’m Telling You Now a Freddie and the Dreamers egyik dala, amely 1963-ban jelent meg először kislemezen. Két évvel később, 1965-ben az Egyesült Államokban is megjelent kislemezen, ahol két hétig vezette a Billboard Hot 100 slágerlistát. A dal szerzői az együttes vezetője, Freddie Garrity és Mitch Murray voltak.
Freddie és zenekara tánca e dal előadása közben mindig különleges táncot mutatott be, amelyet a közönség később Freddie-nek nevezett el.

## Slágerlistás helyezések
| Ország (1963) | Legjobb helyezés |
| ------------- | ---------------- |
| UK            | 2                |

| Ország (1965)          | Legjobb helyezés |
| ---------------------- | ---------------- |
| Kanada RPM Top Singles | 1                |
| U.S. Billboard Hot 100 | 1                |
| U.S. Cash Box Top 100  | 1                |

| Ország (1963) | Helyezés |
| ------------- | -------- |
| UK            | 40       |

| Ország (1965)          | Rank |
| ---------------------- | ---- |
| U.S. Billboard Hot 100 | 42   |
| U.S. Cash Box          | 48   |